# Komagataella phaffii
Komagataella phaffii (Synonym: Pichia pastoris) ist eine Art der Hefen. Sie ist eines der bedeutendsten Expressionssysteme der Biotechnologie und zugleich ein für die Forschung wichtiger Modellorganismus. Komagataella phaffii gehört zu den methylotrophen Hefen und ist somit in der Lage Methanol als einzige Energie- und Kohlenstoffquelle zu verwerten. Der Gattungsname ehrt den japanischen Mikrobiologen Kazuo Komagata.

## Name
Die heute in der Biotechnologie verwendeten Stämme wurden ursprünglich fälschlicherweise als Hefeart Pichia pastoris klassifiziert und entsprechend kommerziell vertrieben. Im Zuge einer Neuklassifizierung wurde die Spezies Pichia pastoris im Jahr 1995 der Gattung Komagataella zugeordnet und in Komagataella pastoris umbenannt. Anhand von rRNA-Sequenzanalysen konnte im Jahr 2009 gezeigt werden, dass es sich bei allen in der Biotechnologie verwendeten Pichia pastoris-Stämmen nicht um Komagataella pastoris, sondern um die nah verwandte Hefeart Komagataella phaffii handelt. In der Biotechnologie wird dennoch weiterhin der Name Pichia pastoris für das Expressionssystem verwendet.

## Pichia pastorisin der Biotechnologie
Pichia pastoris wurde erstmals in den 1970er Jahren von der Phillips Petroleum Company (heute: ConocoPhillips) in kommerziellem Maßstab kultiviert und direkt als proteinhaltiges Tierfutter vertrieben. Das Interesse an dem Hefepilz wurde vor allem durch seinen methylotrophen Charakter geweckt, da Methanol im Vergleich zu anderen Nährmedien sehr billig war. Bedingt durch die Ölkrise im Jahr 1973 stieg der Preis für Methanol erheblich, während zugleich der Preis für Sojabohnen, der größten alternativen Quelle für Tierfutter, sank. Die Verwendung von Pichia pastoris war somit für lange Zeit nicht mehr von wirtschaftlicher Bedeutung.
Erst durch die fortschreitende Forschung im Bereich der Genetik und die Entwicklung rekombinanter DNA Technologien (Gentechnik) wurde im Laufe der Zeit Pichia pastoris als Expressionssystem zunehmend beliebter. Da die Hefe von der US-amerikanischen Zulassungsbehörde, der Food and Drug Administration (FDA), den sogenannten GRAS-Status (generally recognized as safe; generell als sicher eingestuft) erhielt, hat sie sich auch für die Produktion von pharmazeutischen Wirkstoffen etabliert. Dies ist unter anderem dem Umstand zu verdanken, dass krankheitsverursachende Faktoren wie Pyrogene und lysogene Viren in Hefen nicht existent sind.
Aktuell werden mehr als 500 rekombinante Proteine (darunter einige pharmazeutische Produkte) in P. pastoris kloniert und hergestellt. In der folgenden Tabelle werden einige Beispiele für die Expression organismusfremder Proteine in Pichia pastoris genannt:
| Organismus            | Protein                          | Funktion/Wirkung                                  |
| --------------------- | -------------------------------- | ------------------------------------------------- |
| Säugetier/Mensch      | Anti-HBs Fab-Fragment            | Vorsorge und Behandlung gegen Hepatitis-B-Virus   |
| Säugetier/Mensch      | Dopamin D2S Rezeptor             | G-Protein                                         |
| Säugetier/Mensch      | DNA-Topoisomerase I (hTopo I)    | DNA-Replikation, -Transkription und Rekombination |
| Clostridium botulinum | Clostridium botulinum serotype F | Antigen                                           |
| Escherichia coli      | Phytase                          | Verwendung als Ergänzungsmittel für Tierfutter    |
| Thermus aquaticus     | YT-1 Aqualysin I                 | Hitzestabile Serin-Protease                       |
| Rhizopus oryzae       | Lipase                           | Katalytische Spaltung von Triacylglyceriden       |
| Trametes versicolor   | Laccase (lcc1)                   | Phenoloxidase                                     |
| Candida antarctica    | CBM–CALB-Fusionsprotein          | Lipase                                            |
| Hevea brasiliensis    | Hydroxynitrile-Lyase             | Industrielle Enzyme for Biokatalyse               |
| Amaryllidaceae        | Snowdrop Agglutinin              | Bindung von D-Mannose Einheiten                   |
| Panax ginseng         | Gsp (Panax ginseng C)            | Potentieller Wirkstoff gegen Diabetes             |
| Oryza sativa          | Alpha-Amylase (Amy 1A/3D)        | Stärkehydrolyse                                   |
| Chondrosia reniformis | Prolyl-4-hydroxylase (P4H)       | Hydroxylierung von Prolin in Kollagen             |

## DasPichia pastorisExpressionssystem
Die Verwertung von Methanol bedingt das Vorhandensein von Proteinen, welche Alkohol in den Stoffwechsel der Hefe einschleusen können. In Pichia pastoris sind dies unter anderem die Alkoholoxidasen I und II (AoxI, AoxII), die als initiale Enzyme Methanol zu Wasserstoffperoxid und Formaldehyd oxidieren. Aber vor allem die Alkoholoxidase I weist eine sehr geringe Affinität für Sauerstoff auf; die Hefe kompensiert diesen Missstand, indem sie große Mengen an AoxI bildet (bis zu 30 % des Zellproteins). Damit dies möglich wird, unterliegt das AOXI-Gen der Kontrolle des sehr starken AOX-Promotors, der nur bei Vorhandensein von Methanol zur Transkription des entsprechenden Gens führt. Daraus ergibt sich ein Promotor, der durch die Zugabe von Methanol induziert werden kann. Unterstellt man nun die Gensequenz eines rekombinanten Proteins der Kontrolle eines AOX-Promotors (meist AOX1), kann in einem Fermentationsprozess die Akkumulierung von Biomasse von der eigentlichen Proteinproduktion getrennt werden, was zumeist angestrebt wird. Erst durch die Zugabe von Methanol als Induktor wird der AOX-Promotor abgelesen und somit auch das rekombinante Protein synthetisiert.
Pichia pastoris kann über einen weiten pH-Bereich hinweg kultiviert werden, ohne dass das Wachstum signifikant beeinträchtigt wird. Im Gegensatz zu einigen anderen Hefen, wie Saccharomyces cerevisiae, kann Pichia pastoris zu sehr hohen Zelldichten kultiviert werden. Posttranslationale Modifikationen wie die Ausbildung von Disulfidbrücken oder die Glykosylierung von Proteinen (das Anhängen von spezifischen Zuckerresten) werden von der Hefe durchgeführt.
Pichia kann zudem Proteine sehr effizient sezernieren, daher aus der Zelle ausschleusen, was nachfolgende Aufbereitungsschritte (Downstream Processing) erleichtert. In Pichia pastoris zur Anwendung kommende Vektoren, das sind jene genetischen Konstrukte, die das rekombinante Protein tragen, werden meist in das Wirtsgenom integriert.

## Glykosylierung und „Humanization“
Vor allem der Glykosylierungsmechanismus von Hefen stellt ein wiederkehrendes Problem bei der Expression humaner, pharmazeutischer Wirkstoffe dar. Gewöhnlich werden in Hefen hergestellte Proteine hypermannosyliert, daher bis zu 200 Mannose-Reste werden daran angefügt (in Pichia pastoris: 8-14 Mannose-Reste). Diese Strukturen weichen in jedem Fall erheblich von der humanen Glykosylierung ab, die von einem komplexeren Typ ist. Sogenannte hypermannosylierte Proteine sind im menschlichen Organismus teilweise funktionsunfähig, können allergische Reaktionen auslösen und weisen eine sehr kurze Halbwertszeit im humanen Serum auf, da sie vor allem von Mannose-Rezeptoren in der Leber gebunden werden. Um vollständig glykosylierte menschliche Proteine auch in einer Hochdichtefermentation mit Pichia pastoris herstellen zu können, wurde in den letzten Jahren an der „Humanization“ (Vermenschlichung) des Glykosylierungsapparates geforscht. Grundsätzlich werden unerwünschte Enzyme des Hefestoffwechsels, die zum Beispiel für die Hypermannosylation verantwortlich zeichnen, entfernt, während Gene, die an der menschlichen Glykosylierung beteiligt sind, mittels rekombinanter DNA-Techniken in den Organismus eingeschleust werden. 2004 konnte so erstmals das Humanprotein Erythropoietin (EPO) in seiner natürlichen, humanen Glykosylierung in einem Pichia pastoris Stamm erzeugt werden.
Das Ziel weiterer Forschungsarbeiten in diesem Bereich ist die Anwendung der Ergebnisse auf andere Expressionssysteme sowie die Steigerung der Expressionsraten.